# Tim Horan
Tim Horan (18. května 1970, Sydney) je bývalý australský ragbista, který hrál nejčastěji na pozici levé tříčtvrtky. V roce 2015 byl jmenován do Síně slávy světového rugby. V roce 2006 se dostal do Australské sportovní sině slávy. Obdržel Řád Austrálie. 
Za australskou reprezentaci odehrál 80 zápasů a připsal si 140 bodů. Na MS 1991 a MS 1999 se stal mistrem světa. Na MS 1999 byl zvolen nejlepším hráčem turnaje a dokázal položit nejrychlejší pětku na tomto turnaji, díky čemuž dostal 10 000 liber na charitu. V roce 1994 si vážně zranil koleno, ale dokázal se vrátit na MS 1995. Reprezentační kariéru ukončil v roce 2000 vítězstvím 53:6 proti Argentině.
Na klubové úrovni hrál v letech 1989–2000 za klub Souths a na profesionální úrovni za Queensland Reds (1996–2000). Po konci reprezentační kariéry hrál za anglický klub Saracens do roku 2003. Píše do novin, je ambasadorem programu, který pomáhá hrát rugby dětem, co mají problémy s učením a vnímáním, má přednášky ve školách ohledně ochrany páteře a je součástí organizace, co pomáhá dětem bez jednoho, nebo obou rodičů. Také má zkušenosti s komentováním v televizi.